# Плезант-Плейнс (Нью-Джерсі)
Плезант-Плейнс (англ. Pleasant Plains) — переписна місцевість (CDP) в США, в окрузі Сомерсет штату Нью-Джерсі. Населення — 792 особи (2020).

## Географія
Плезант-Плейнс розташований за координатами 40°27′11″ пн. ш. 74°34′35″ зх. д. / 40.45306° пн. ш. 74.57639° зх. д. (40.453120, -74.576459).  За даними Бюро перепису населення США в 2010 році переписна місцевість мала площу 8,34 км², з яких 8,33 км² — суходіл та 0,01 км² — водойми.

## Демографія
Згідно з переписом 2010 року, у переписній місцевості мешкали 922 особи в 254 домогосподарствах у складі 236 родин. Густота населення становила 111 особа/км².  Було 257 помешкань (31/км²).
Расовий склад населення:
| - 40,1 % — білих - 33,6 % — азіатів - 21,8 % — чорних або афроамериканців - 0,2 % — корінних американців - 2,8 % — осіб інших рас |

До двох чи більше рас належало 1,4 %. Частка іспаномовних становила 5,1 % від усіх жителів.
За віковим діапазоном населення розподілялося таким чином: 30,4 % — особи молодші 18 років, 62,1 % — особи у віці 18—64 років, 7,5 % — особи у віці 65 років та старші. Медіана віку мешканця становила 41,1 року. На 100 осіб жіночої статі у переписній місцевості припадало 97,0 чоловіків;  на 100 жінок у віці від 18 років та старших — 93,4 чоловіків також старших 18 років.
Середній дохід на одне домашнє господарство  становив 272 048 доларів США (медіана — 144 359), а середній дохід на одну сім'ю — 272 048 доларів (медіана — 144 359). 
Цивільне працевлаштоване населення становило 399 осіб. Основні галузі зайнятості: освіта, охорона здоров'я та соціальна допомога — 26,3 %, науковці, спеціалісти, менеджери — 25,1 %, виробництво — 15,8 %, оптова торгівля — 11,8 %.